# Дженнер, Питер
Питер Дженнер (англ. Peter Jenner, род. 1943, Великобритания) — английский музыкальный менеджер и продюсер, один из основателей компании Blackhill Enterprises, которая управляла делами группы Pink Floyd и других британских артистов.

## Ранняя жизнь
Питер Дженнер — сын Уильяма Джека Дженнера, викария и внука лейбористского политика Фрэнка Уайза. Первоначально обучался в Вестминстерской школе, затем поступив в кембриджский колледж Сидни-Сассекс на экономический факультет, окончив его с отличием в 1963 году в возрасте 21 года. После этого Дженнер четыре года проработал лектором в Лондонской школе экономики, уволившись оттуда чтобы стать менеджером группы Pink Floyd. Дженнер организовал несколько бесплатных концертов в лондонском Гайд-парке, в том числе для группы The Rolling Stones в 1969 году. В тот период ему поступало предложение стать менеджером восходящей звезды — Дэвида Боуи, однако он отклонил предложение.

## Лондонская свободная школа и Ноттингхилльский карнавал
Джон Хопкинс, Питер Дженнер, Джо Бойд, Рон Аткинс, Барри Майлз, Майкл де Фрейтас, Джон Мичелл, Джули Феликс, Майкл Горовиц, Найджел Уэймути другие выпускники дважды в месяц проводили встречи в квартире Хопкинса, расположенной в лондонском районе Квинсуэй. Вдохновленные американскими свободными университетами (англ. American Free Universities) и Викторианской Еврейской Свободной школой (англ. Victorian Jewish Free School) в Спиталфилдсе, молодые люди хотели организовать курсы с широким спектром занятий, включающими изучение фотографии, музыки и психического здоровья. Все участники этих встреч имели какие-то варианты дальнейшего образования, однако ощущали, что они хотят чего-то принципиально иного. Поэтому они решили создать собственную «Лондонскую свободную школу» (англ. London Free School), которая начала функционировать 8 марта 1966 года — собрав под своими стенами 120 человек, ещё 50 выразили будущую заинтересованность в посещениях. Занятия начались в весенние и летние месяцы и проводились в неофициальной обстановке — люди просто сидели, разговаривали и курили. К осени популярность Свободной школы возросла настолько, что желающих посещать занятия стало слишком много. В итоге, Раун Ласлетт предложила использовать для школы её дом. Свободная школа нуждалась в постоянном финансировании, поэтому Дженнер организовал для Pink Floyd серия концертов в т. н. «Церкви Всех Святых» (англ. All Saints Hall) в сентябре. Представлявшей собой небольшой зал, вмещавший не более 300 человек. В этот период, под руководством своих менеджером — Дженнера и Эндрю Кинга — Pink Floyd стали частью лондонской андеграундной музыкальной сцены начав постепенный путь к славе. К рождеству 1966 года эти события стали занимать центральное место в материалах журнала Melody Maker.
Вместе со Свободной школой Ласлетт организовала первый «Ноттингхилльский карнавал» (англ. Notting Hill Fayre), или ярмарку, как его называли сначала. Разговоры о праздновании в стилистике карнавала возникли вокруг нескольких дискуссий о продвижение Свободной школы. Майкл Де Фритас предложил перенести закрытый тринидадский праздник на улицы вокруг Портобелло-Роуд. Как только все было организовано, двое музыкантов, Дэйв Томлин и Джо Гэннон, возглавили небольшую процессию продвигающуюся по улице, чтобы поддержать праздник. Первоначально задуманный как детское мероприятие, карнавал стартовал с небольшого шествия, начинающегося на Тэвисток-сквер и проходящего через Лэдброк-Гроув, Ноттинг-Хилл-Гейт, Уэстборн-Гроув и Эклам-Роуд. В итоге, районный праздник вылился в уличную демонстрацию и встретил яростное сопротивление полиции (были арестованы изображавший лошадь мим и человек изображавший обезьяну). С тех пор карнавал стал ежегодным.

## Карьера менеджера
Вместе с другом детства и музыкальным продюсером Эндрю Кингом Дженнер в 1966 году основал компанию Blackhill Enterprises, продвигавшую таких исполнителей, как Pink Floyd, T. Rex, Иэн Дьюри, Рой Харпер, The Clash, The Disposable Heroes of Hiphoprisy, Робин Хичкок, Бааба Маал, Сара Джейн Моррис, Denzil, Сушила Раман и Эдди Ридер (Fairground Attraction). Также Дженнер на протяжении 30 лет был менеджером Билли Брэгга и до сих пор выступает в качестве его советника/консультанта. В период когда как Иэн Дьюри руководил группой The Blockheads, Дженнер выступил сопродюсером его альбомов New Boots and Panties! и Do It Yourself.

### Blackhill Enterprises
Дженнер основал компанию Blackhill Enterprises с Эндрю Кингом и его женой, Суми Нисихата, в 1966 году после знакомства с группой Pink Floyd. В 1967 году они организовали для Pink Floyd концерт «Games for May» в Queen Elizabeth Hall, ставший первым поп-концертом в Саут-Банке. При поддержке депутатов парламента, таких как Бен Уиттакер, Blackhill смогли организовать первую в истории серию бесплатных концертов в Гайд-парке, которые проходили в июне, июле и августе 1968 года. На шоу, где выступали Pink FLoyd, Рой Харпер и T. Rex пришли посмотреть более 120.000 человек. Позже Дженнер так высказался о концертах: «Главная причина, по которой мы их делаем заключается в том, что мы чувствуем большой интерес к важности поп-музыки в Великобритании». Подобные фестивали продолжались еще 8 лет. в 1981 году Blackhill Enterprises прекратила своё существование.
Также Дженнер был одним из авторов журнала Blackhill Fullshit, который распространялся среди концертных промоутеров и агентов с целью популяризации продвигаемых им артистов. Первые выпуски были отредактированы Хью Ноланом, но впоследствии эти функции взял на себя Эдриан Бут, который также разработал художественный дизайн журнала. Дженнер фигурирует в интервью Эдгара и Стива Броутонов в 6-м номере журнала.

### Pink Floyd
«Это стало естественным расхождением разных дорог. Мы хотели развивать „Blackhill“, так что не могли сохранить Pink Floyd в качестве партнёров, раз мы сосредотачивались на других группах. Pink Floyd интересовало, будем ли мы работать с ними без Сида. А мы с Эндрю всегда могли лишь мысленно возвращаться к их временам с Сидом».
В начале 1966 года Pink Floyd, тогда еще малоизвестная группа, начала получать заказы на концерты от разных клубов в том числе от Marquee Club, где их заметил Дженнер. Хотя группа играла в основном ритм-энд-блюзовые вещи, Дженнер был впечатлен странными акустическими эффектами, которые создавали Сид Барретт и Ричард Райт. Дженнер проследил за Роджером Уотерсом и Ником Мейсоном до их квартиры, и вместе со своим деловым партнером и другом Эндрю Кингом вскоре был приглашен стать их менеджером. Хотя у них было мало опыта в музыкальной индустрии, они разделяли общие музыкальные вкусы и знали друг друга с девства. На унаследованные Кингом деньги они основали компанию Blackhill Enterprises и приобрели для группы новые инструменты, а также оборудование, включавшее систему Selmer PA. Под их руководством Pink Floyd начал выступать на лондонской андеграундной музыкальной сцене, в частности в «Церкви Всех Святых», с которой была договоренность с Лондонской бесплатной школы, а также на концерте «Games For May». Разнообразные социальные связи Дженнера и Кинга стали полезны для раскрутки Pink Floyd, так первые выступления коллектива освещались в газетах освещение в газете Financial Times и The Sunday Times. Голос Дженнера можно услышать в начале песни Pink Floyd «Astronomy Domine», открывающей дебютный альбом группы The Piper at the Gates of Dawn (британское издание).
Когда отношения между Сидом Барреттом и тремя другими участниками Pink Floyd начали ухудшаться, Дженнер и Кинг решили начать продвигать его как сольного исполнителя, полагая, что так-как Барретт был основным автором песен коллектива — он является главной творческой силой группы. После ухода Барретта Уотерс, Мейсон, Райт и заменивший его Дэвид Гилмор продолжили выступать под логотипом Pink Floyd. В свою очередь, расставшись с группой Дженнер и Кинг продолжили работать менеджерами Барретта и других британских рок-исполнителей.

### Sincere Management
После распада Blackhill Enterprises в начале 1980-х , Дженнер и Суми создали компанию Sincere Management, офис которой располагался на Бравингтон- Роуд. Компания управляла делами целого ряда артистов, включая Билли Брэгга, Эдди ридера, Сару Джейн Моррис, Робин Хичкок, Сида Гриффина, а также группы The Unbending Trees и Outside Royalty. В настоящее время Дженнар по-прежнему руководит компанией на Бравинтон-Роуд.